# Albuchwiesen
Das Gebiet Albuchwiesen ist ein im Jahr 2005 durch das Regierungspräsidium Stuttgart nach der Richtlinie 92/43/EWG (Fauna-Flora-Habitat-Richtlinie) angemeldetes Schutzgebiet im Osten des deutschen Bundeslandes Baden-Württemberg. Mit Verordnung des Regierungspräsidiums Stuttgart zur Festlegung der Gebiete von gemeinschaftlicher Bedeutung vom 30. Oktober 2018 (in Kraft getreten am 11. Januar 2019), wurde das Schutzgebiet ausgewiesen.

## Lage
Das 51,1 Hektar (ha) große Schutzgebiet gehört zum Naturraum Albuch und Härtsfeld. Seine neun Teilgebiete erstrecken sich über vier Kommunen in drei Landkreisen:
- Essingen (Ostalbkreis) – 28,46 ha = 55,7 %
- Bartholomä (Ostalbkreis) – 15,49 ha = 30,3 %
- Böhmenkirch (Landkreis Göppingen) – 6,96 ha = 13,6 %
- Steinheim am Albuch (Landkreis Heidenheim) – 0,19 ha = 0,4 %

## Kurzbeschreibung, Schutzzweck
Es handelt sich um neun kleinere Teilgebiete mit ehemaligen Streuwiesen und Hülben auf der Ostalb. Die Teilflächen bieten ein Mosaik aus säureliebenden Borstgrasrasen, Pfeifengraswiesen, Stillgewässern mit kleinen Übergangsmooren und extensiv genutzten Wiesen. Die Stillgewässer und kleine Übergangsmoore umfassen den Großteil der Feuchtgebiete der Ostalb außerhalb des Brenztales. Es handelt sich um Relikte ehemals großflächiger Streuwiesen, ehemaliger Waldweiden, Hülben, Feuersteinlehmdecken, tertiärer Hochtäler und Trockentalmulden.

## Lebensräume
Die Vielfalt von trockenen und feuchten Lebensraumtypen im Schutzgebiet wird unter anderem mit „Fließgewässer mit flutender Wasservegetation“, „Kalk-Magerrasen“, „artenreichen Borstgrasrasen“, „Schlucht- und Hangmischwäldern“ sowie „Orchideen-Buchenwäldern“ beschrieben.

### Lebensraumklassen
|                                              |                                              |  |      |      |
| Binnengewässer (stehend und fließend)        | Binnengewässer (stehend und fließend)        |  | 4 %  | 4 %  |
| Laubwald                                     | Laubwald                                     |  | 1 %  | 1 %  |
| Mischwald                                    | Mischwald                                    |  | 7 %  | 7 %  |
| Nadelwald                                    | Nadelwald                                    |  | 1 %  | 1 %  |
| Feuchtes und mesophiles Grünland             | Feuchtes und mesophiles Grünland             |  | 75 % | 75 % |
| Melioriertes Grünland                        | Melioriertes Grünland                        |  | 1 %  | 1 %  |
| Moore, Sümpfe, Uferbewuchs                   | Moore, Sümpfe, Uferbewuchs                   |  | 5 %  | 5 %  |
| Sonstiges (einschl. Städte, Dörfer, Straßen) | Sonstiges (einschl. Städte, Dörfer, Straßen) |  | 1 %  | 1 %  |
| Heide, Gestrüpp, Macchia, Garrigue, Phrygana | Heide, Gestrüpp, Macchia, Garrigue, Phrygana |  | 5 %  | 5 %  |
|                                              |                                              |  |      |      |

### Zusammenhängende Schutzgebiete
Das Vogelschutzgebiet 7226-441 Albuch hat  rund 41 Prozent Anteile am FFH-Gebiet. 
Innerhalb des FFH-Gebiets liegen die Naturschutzgebiete 
- 1019-Hülbe am Märtelesberg
- 1050-Rauhe Wiese
- 1083-Streuwiese bei Rötenbach
- 1059-Weiherwiesen